# Burgbernheim
Burgbernheim – miasto w Niemczech, w kraju związkowym Bawaria, w rejencji Środkowa Frankonia, w regionie Westmittelfranken, w powiecie Neustadt an der Aisch-Bad Windsheim, siedziba wspólnoty administracyjnej Burgbernheim. Leży ok. 25 km na południowy zachód od Neustadt an der Aisch, nad rzeką Aisch, przy granicy z Badenią-Wirtembergią i drodze B470 i liniach kolejowych Neustadt an der Aisch - Würzburg i Monachium - Hanower.

## Dzielnice
W skład miasta wchodzą następujące dzielnice: 
- Buchheim
- Pfaffenhofen
- Schwebheim

## Polityka
Rada miasta:
|      | CSU | SPD | Wolni Obywatele | Razem     |
| 2002 | 5   | 4   | 7               | 16 miejsc |